# The Great Buster
The Great Buster è un film documentario del 2018 diretto da Peter Bogdanovich, sulla vita e le opere di Buster Keaton.

## Riconoscimenti
Il film ha vinto il Premio Venezia Classici per il miglior documentario sul cinema alla 75ª Mostra internazionale d'arte cinematografica di Venezia.